# Турекский уезд
Турекский уезд — административная единица в составе Калишской губернии Российской империи, существовавшая c 1837 года по 1919 год. Административный центр — город Турек.

## История
Уезд образован в 1837 году в составе Калишской губернии. В 1919 году преобразован в Турекский повят Лодзинского воеводства Польши.

## Население
По переписи 1897 года население уезда составляло 86 797 человек, в том числе в городе Турек — 8118 жит.

### Национальный состав
Национальный состав по переписи 1897 года:
- поляки — 76 489 чел. (88,1 %),
- немцы — 5358 чел. (6,2 %),
- евреи — 4827 чел. (5,6 %),

## Административное деление
В 1913 году в состав уезда входило 22 гмин: 
| - Бернацице — д. Бернацице, - Вихертов — д. Сломов-Гурный, - Воля-Свинецкая — д. Пяски, - Гощанов — д. Гощанов, - Гржибки — д. Пробошевице, - Добра — пос. Добра, - Зельгош — д. Свинце-Вартские, - Ковале-Панские — д. Ковале-Панские, - Косцельница — д. Косцельница, - Люболя — д. Люболя, - Малянов — д. Малянов, | - Невеш — д. Доминиковица, - Немыслов — д. Ксенжа-Вулька, - Остров-Вартский — д. Езерско, - Пекары — д. Пекары, - Пентно — д. Сладков, - Пенхержев — д. Жуки, - Скаржин — д. Чахулец, - Скотники — д. Чепов-Дольный, - Стржалков — д. Стржалков, - Токары — д. Токары, - Унеев — пос. Унеев. |